# Idaea serrataria
Idaea serrataria là một loài bướm đêm trong họ Geometridae.